# بيترو كارمجيني
بيترو كارمجيني (بالإيطالية: Pietro Carmignani)‏ (22 يناير 1945 في إيطاليا - ) هو مدرب كرة قدم ولاعب كرة قدم إيطالي في مركز حراسة المرمى. لعب مع فيورنتينا ونادي فاريسي ونادي كومو ونادي نابولي ويوفنتوس وFootball Club Rhodense ‏.

## وصلات خارجية
- بيترو كارمجيني على موقع قاعدة بيانات كرة القدم.إي يو (الإنجليزية)